# アクイジション (企業)
株式会社アクイジション（英称：Acquisition Co.,Ltd.）は、かつて存在した日本の企業。ソネット・メディア・ネットワークスの完全子会社で、東京都品川区に本社を置いていた。旧社名は、株式会社カスタム・クリック。

## 沿革
- 2000年3月1日 - 会社設立。
- 2007年1月4日 - 社名を「株式会社アクイジション」に変更。
- 2007年2月1日 - 自社が行っているカスタム・クリック事業およびポイン塔事業に係る事業を会社分割し、親会社である株式会社メディアイノベーションに承継。同時に、資本金を1,000万円から1億円に増資。
- 2007年11月13日 - 代表取締役社長が、塩川博孝から穂谷野智（親会社社長でもある）に変更。
- 2010年4月1日 - ソネット・メディア・ネットワークス株式会社に吸収合併され会社消滅

## 社名の由来
- 社名である「アクイジション」とは、日本語で「獲得」という意味であり、メディアイノベーショングループの理念・強みである「アクイジション」から来たものである。
- また、社名変更の理由として、「アクイジション（獲得）に対する強い意志を表明し、企業イメージを明確化するために変更した」と説明している。